# حقوق الإنسان في السلفادور
لطالما كانت هناك مخاوف مستمرة بشأن حقوق الإنسان في السلفادور، يعود تاريخ بعضها إلى الحرب الأهلية بين عام 1980 وعام 1992. أثارت منظمة العفو الدولية وهيومن رايتس ووتش الكثير من المخاوف في الفترة الأخيرة، وتشمل حقوق المرأة وعمالة الأطفال والقتل غير القانوني ومضايقة أعضاء النقابات العمالية وغيرهم من الناشطين الاجتماعيين.

## التاريخ
كانت هجمات لا ماتانزا الوحشية بمثابة قمع لانتفاضة الفلاحين في عام 1932، وأسفرت عن مقتل عشرات الآلاف من المدنيين والإبادة الجماعية العرقية للسكان الأصليين السلفادوريين.

### الحرب الأهلية السلفادورية
تفاقمت انتهاكات حقوق الإنسان خلال الحرب الأهلية السلفادورية التي استمرت لأكثر من عقد بما في ذلك مذابح الموزوت، وقتل رئيس الأساقفة أوسكار روميرو في عام 1980، وهجمات زونا روزا، ومقتل ستة كهنة يسوعيين في عام 1989. دُرست انتهاكات حقوق الإنسان من قبل لجنة الحقائق في السلفادور واللجنة المخصصة لهذا الموضوع. مُنع قانون العفو الصادر عن الجمعية التشريعية في السلفادور بعد خمسة أيام من نشر تقرير لجنة الحقيقة المتابعة القضائية لمنتهكي حقوق الإنسان. طلبت اتفاقيات السلام أيضًا إنشاء اللجنة المخصصة لتقييم سجل حقوق الإنسان لهيئة ضباط القوات المسلحة في السلفادور.
تقاعد آخر ضابط من بين 103 ضباط حددتهم هذه اللجنة على أنهم مسؤولون عن انتهاكات حقوق الإنسان في عام 1993، وأعلنت بعثة المراقبة التابعة للأمم المتحدة أن الحكومة تمتثل لتوصيات اللجنة المخصصة. أنشأت حكومة السلفادور والأمم المتحدة الفريق المشترك للتحقيق فيما إذا كانت الجماعات غير الشرعية والمسلحة ذات الدوافع السياسية ما تزال موجودة بعد توقيع اتفاقيات السلام في عام 1993. أبلغت المجموعة عن النتائج التي توصلت إليها في عام 1994، وأفادت بتوقّف نشاط فرق الموت، واستمرار استخدام العنف لغايات سياسية. أوصت المجموعة بإنشاء وحدة خاصة بالشرطة المدنية الوطنية للتحقيق في الجريمة السياسية والمنظمة، وإجراء المزيد من الإصلاحات في النظام القضائي. لم تُنفّذ جميع توصيات المجموعة، ونصت اتفاقيات السلام على إنشاء مكتب أمين مظالم لحقوق الإنسان (المستشار الوطني للدفاع عن حقوق الإنسان).

## الوضع الحالي
أقرّت منظمة العفو الدولية في تقرير صدر في عام 2008 عن «عدم معاقبة انتهاكات حقوق الإنسان واسعة النطاق التي ارتُكبت خلال النزاع المسلح الداخلي (1980-1992)». أكدت أيضًا سوء استخدام الحكومة الحالي لقوانين مكافحة الإرهاب لاحتجاز ومضايقة المعارضين السياسيين للحكومة. لفتت منظمة العفو الدولية الانتباه إلى العديد من عمليات القبض على ضباط شرطة بسبب تنفيذهم لعمليات قتل غير قانونية. تشمل القضايا الأخرى التي يجب أن تحظى باهتمام منظمة العفو الدولية في السنوات العشر الماضية الأطفال المفقودين، وفشل تطبيق القانون في التحقيق في الجرائم المرتكبة ضد النساء وملاحقتها بشكل صحيح، وإحالة العمل المنظم بشكل غير قانوني.

## العمالة
أدت العمالة إلى استهداف الناشطين النقابيين بالمضايقة والعنف والسجن. قُتل البعض مثل جيلبرتو سوتو، وهو الزعيم السابق لجماعة الإخوان المسلمين الدولية، واختفى آخرون. واجه النشطاء السلفادوريون الذين يعملون ضد اتفاقية الكافتا (اتفاقية التجارة الحرة لأمريكا الوسطى) إساءة معاملة السجناء وخصخصة المياه، والدمار البيئي وأشكالًا مختلفة من القمع.
أصدرت منظمة هيومن رايتس ووتش تقريرًا عن عمالة الأطفال الخطرة في صناعة قصب السكر وقالت فيه:
تستخدم الشركات التي تشتري السكر من السلفادور، بما في ذلك شركة كوكا كولا، نتاج عمالة الأطفال الخَطِر والسائد. يتطلب حصاد القصب من الأطفال استخدام المناجل والسكاكين الحادة الأخرى لقطع قصب السكر وتجريد الأوراق من سيقانها، وتبلغ ساعات عملهم تسع ساعات كل يوم تحت أشعة الشمس الحارقة. قال كل طفل (ذكر أم أنثى) تقريبًا قابلته منظمة هيومن رايتس ووتش لتقريرها المؤلف من 139 صفحة إنه عانى من إصابات منجلية في اليدين أو الساقين أثناء قص قصب السكر.
تميّزت السلفادور أيضًا بشكل بارز في تقرير هيومن رايتس ووتش الذي يوثق انتهاكات النساء والأطفال الذين يعملون في المساعدة المنزلية. أبلغت قائمة السلع المنتجة من عمالة الأطفال أو العمل القسري الصادرة عن وزارة العمل في كانون الأول في عام 2014 عن أربع سلع تنتجها عمالة الأطفال حصريًا؛ وهي القهوة والألعاب النارية والمحار وقصب السكر.

## النساء
تعتبر السلفادور الإجهاض أنه حالة غير قانونية، ولا يسمح القانون بأي استثناء. ينص القانون أنه إذا أجهضت المرأة، فإن ذلك يحدث عن عمد وإلا كان بإمكانها إنقاذ الجنين. تواجه النساء اللائي لم يكنّ يعرفن أنهن حوامل أو اللائي لم يكن بمقدورهن منع الإجهاض عقوبة السجن لفترات طويلة.
أظهرت البلاد تقدمًا فيما يتعلق بحقوق المرأة. يحتوي قانون عام 2011 من أجل حياة خالية من العنف ضد المرأة على 61 مادة تجرّم مختلف أشكال العنف ضد المرأة مثل العنف المنزلي، بما في ذلك الاغتصاب الزوجي والعنف النفسي وسوء المعاملة الاقتصادية.